# Artem Yarzutkin
Artem Vasilyevich Yarzutkin em russo:Артём Васильевич Ярзуткин;(Obninsk, 20 de maio de 1996) é um jogador de vôlei de praia russo que conquistou a medalha de ouro nos Jogos Olímpicos de Verão da Juventude de 2014 na China.

## Carreira
Em 2013 disputou com Oleg Stoyanovskiy sagrou-se campeão do Campeonato Europeu de Vôlei de Praia Sub-18 sediado em Molodechno e participaram também neste ano da edição do Campeonato Mundial de Vôlei de Praia Sub-19 realizada em Porto ocasião que terminaram na nona.
Em 2014 representou o país ao lado de Oleg Stoyanovskiy na edição dos Jogos Olímpicos da Juventude  realizados em Nanquim, China, ocasião que conquistaram a medalha de ouro.
No Circuito Mundial de 2016 conquistou ao lado de Oleg Stoyanovskiy  a primeira medalha, ao terminara com o vice-campeonato no Aberto de Ilha Kish e neste mesmo torneio e lugar alcançaram o terceiro lugar no ano de 2017, mesmo posto obtido no Aberto de Moscou, ambas na categoria tres estrelas, além do quarto lugar no Major Series de Porec, categoria cinco estrelas.Ainda em 2017 conquistaram o título do Campeonato Europeu de Vôlei de Praia Sub-22 em Baden.
Em 2019 passou a competir com Maxim Sivolap e conquistou o título no Aberto de Kampong Speu, categoria uma estrela, e o vice-campeonato no Aberto de Siem Reap, categoria duas estrelas.

## Títulos e resultados
- Torneio 1* do Aberto de Kampong Speu do Circuito Mundial de Vôlei de Praia:2019
- Torneio 2* do Aberto de Siem Reap do Circuito Mundial de Vôlei de Praia:2019
- Aberto de Kish do Circuito Mundial de Vôlei de Praia:2016
- Torneio 4* do Aberto de Las Vegas do Circuito Mundial de Vôlei de Praia:2019
- Torneio 3* do Aberto de Moscou do Circuito Mundial de Vôlei de Praia:2017
- Torneio 3* do Aberto de Kish do Circuito Mundial de Vôlei de Praia:2017
- Torneio 5* do Major Series de Porec do Circuito Mundial de Vôlei de Praia:2017